# القانون والتنمية
عن القانون والتنمية الاجتماعية والاقتصادية. هو يختبر العلاقة بين القانون والتنمية ويحلل كيفية استخدام القانون كأداة لتعزيز التنمية الاقتصادية والاجتماعية.
في الستينات، قامت بعض المنظمات الأميريكية مثل الوكالة الأمريكية للتنمية الدولية ومؤسسة فورد بمساندة الإصلاح القانوني في الدول النامية. كتب العديد من علماء القانون في كليات الحقوق الأمريكية الرائدة مقالات يناقش فيها مساهمة الإصلاح القانوني في التطور الاقتصادي. سمي باتجاه القانون والتنبيه. مع ذلك، بعد عقد واحد فقط، أعلن عن فشل هذا الاتجاه.
عاد الفشل في القانون والتنمية في الثمانينات، مع انتشار مشاريع الإصلاح القانوني المتمركزة على الأفكار النيوليبرالية. دعمت هذه المشاريع الإصلاحات الليبرالية مثل التخصيص وتحرير التجارة، مع التركيز في سيادة القانون. استثمارات كبيرة قد أقيمت في هذه المشاريع من قبل وكالات التنمية الدولية مثل البنك الدولي والوكالة الأمريكية للتنمية الدولية ووكالات عامة أخرى ومؤسسات خاصة، لكن هذا الإصلاح القانوني تم انتقاده لانه غير فعال أو له اثار سلبيه على التنمية للعديد من الأماكن في العالم.
سبب الفشل في حركة القانون والتنمية الأولى والثانية هو أن مشاريع الإصلاح القانوني لم تطور ولم تطبق بالشكل الكاف لفهم كافة الآليات التي من خلالها تؤثر على التنمية الاقتصادية والاجتماعية، والتي تتأثر بالعديد من العوامل الاقتصادية والاجتماعية.
معهد القانون والتنمية أنشئ عام 2009 ليطور الدراسات في القانون والتنمية ووضع نموذج تحليلي شامل للقانون والتنمية، كما أطلقت مجلة القانون والتنمية في عام 2008 باعتبارها المجلة الأكاديمية الوحيدة المكرسة للقانون والتنمية.